# How the West Was Won
How the West Was Won is een epische western uit 1962 onder regie van John Ford, Henry Hathaway en George Marshall en bestaat uit vijf min of meer opzichzelfstaande delen: The Rivers, The Plains, The Civil War, The Railroad, en The Outlaws. Het is een episch drama waarbij vier generaties van een familie worden gevolgd als die westwaarts trekken van New York naar het westen van de VS tussen 1839 en 1889.
De film werd opgenomen in Cinerama. Een proces dat voor die tijd alleen werd gebruikt voor documentaires. Bij dit filmproces wordt gebruikgemaakt van drie camera's die aan elkaar zijn gekoppeld en die gelijktijdig de scènes vanuit verschillende hoeken opnamen. In de bioscoop zorgden drie projectoren voor de samensmelting van het beeld op een groot gebogen scherm.
De film was geïnspireerd door een uitgebreide serie historische vertellingen en fotoreportages over de kolonisatie van het Amerikaanse Westen die in 1959 waren gepubliceerd in het tijdschrift Life. Het scenario werd door auteur Louis L'Amour omgezet in een roman.
In 1997 werd de film geselecteerd voor conservering in het United States National Film Registry van de Library of Congress De film was een succes in de bioscopen met een omzet van $15.000.000,- in 1962. In totaal werd $35.000.000,- omgezet in de VS (januari 1970).

## Verhaal
De film volgt vier generaties van een familie die westwaarts trekken tussen 1839 en 1889 en is verdeeld in vijf segmenten en een epiloog:

### The Rivers (de rivieren) (1830)
In 1830 besluit Zebulon Prescott samen met zijn familie het comfortabele leventje in een kleine stadje in New York State op te geven. De Prescotts zien grote kansen in het 'westen'. In 1830 is het westen de huidige staat Illinois bereikbaar via het Eriekanaal. Voordat de Prescotts per vlot het kanaal afreizen ontmoeten ze Mountain man Linus Rawlings. (Een 'Mountain man' was een jager en ontdekkingsreiziger die met name actief was in de Rocky Mountains tussen 1810 en 1880). Rawlings is onderweg naar Pittsburgh om huiden te verhandelen. De dochter van Zebulon Prescott, Eve, wordt verliefd op Linus en dat is wederkerig. Linus wil zich echter nog niet vastleggen. Hij reist verder en komt aan bij een geïsoleerde handelspost bij de rivier. De post is in handen van een groep rivierpiraten onder leiding van een zekere 'kolonel' Hawkins. Linus wordt door de dochter van Hawkins in de rug gestoken en in een diep hol geworpen. Linus is echter niet erg gewond en hij weet de familie Prescott te redden van een aanval van de rivierpiraten. De familie zet de reis voort, maar het beschadigde vlot wordt gegrepen door een stroomversnelling en Zebulon en zijn vrouw verdrinken. Linus, die nog altijd verliefd is op Eve, keert weer terug naar de zwaar getroffen familie Prescott. Hij trouwt met Eve, al moet hij beloven dat hij voortaan zal blijven wonen op de plek waar Eves ouders zijn omgekomen.

### The Plains (de prairies) (1850)
In 1850 reist Lily Prescott, de zuster van Eve, naar St. Louis om te gaan werken als danseres in een louche dansgelegenheid. Al snel trekt ze de aandacht van gokker Cleve Van Valen. Van Valen hoort dat Lily een goudmijn heeft geërfd in Californië en samen met een tros huifkarren daarheen wil reizen. Voor de gokker is dit alles dubbel interessant, hij voelt zich aangetrokken tot Lily en met haar goud kan hij zijn schulden betalen. Hij reist ook mee met de tros en probeert Lily te verleiden. Hij heeft hierbij concurrentie van de leider van de tros, Roger Morgan. Lily is echter totaal niet gecharmeerd van beide heren en wijst ze af, tot groot verdriet van haar vriendin, Agatha Clegg, die op zoek is naar een man. Tijdens de reis wordt de tros huifkarren aangevallen door Cheyenneindianen. De tros overleeft de aanval en komt aan in Californië. Daar blijkt de goudmijn uitgeput en Lily zoekt werk als danseres in een dancing in een provisorisch opgezet stadje. Cleve is inmiddels verdwenen, maar Morgan vindt Lily terug en vraagt haar ten huwelijk. Weer weigert Lily. Niet veel later is Lily aangenomen als zangeres in de salon van een luxe rivierboot. Toevallig is Cleve aan boord en als hij Lily hoort zingen onderbreekt hij zijn pokerspel om haar hand te vragen. Hij vertelt haar over de grote kansen die op hen wachten in het snel groeiende San Francisco. Lily zegt toe met hem te willen trouwen.

### The Civil War (de Amerikaanse burgeroorlog) (1861–1865)
In 1861 breekt de Amerikaanse burgeroorlog uit als een aantal zuidelijke staten zich afscheidt van de Verenigde Staten en verdergaat als de Geconfedereerde Staten. Linus Rawlings neemt als kapitein dienst in het leger van de Noordelijke staten (ook wel de Unie genoemd). De zoon van Linus en Eve, Zeb, wil de boerderij ontvluchten en neemt zeer tegen de wens van zijn moeder in, ook dienst in het leger van de Unie.
Tijdens de bloedige Slag bij Shiloh ontdekt Zeb dat de oorlog niet zo avontuurlijk is als hij had gedacht. Wat hij nog niet weet is dat zijn vader is gesneuveld in dezelfde slag. Als Zeb een gedesillusioneerde soldaat van de geconfedereerden ontmoet, besluiten ze samen te deserteren. Voordat Zeb echter kan vluchten hoort hij de generaals Ulysses S. Grant en William Tecumseh Sherman van de Unie met elkaar praten. De soldaat van de geconfedereerden realiseert dat hij het zuiden een dienst kan bewijzen door beide mannen te doden. Als hij een poging doet Grant en Sherman neer te schieten, wordt hij door Zeb doodgestoken. Zeb keert terug naar het leger en blijft doorvechten voor de Unie. Als in 1865 de oorlog eindigt, keert Zeb terug naar de boerderij. Zijn moeder is inmiddels overleden en Zeb heeft nu geen reden om te blijven. Hij doet zijn deel van de boerderij over aan zijn broer en vertrekt naar het westen, naar een nieuwe uitdaging.

### The Railroad (de spoorweg) (1868)
In 1868 wordt er hard gewerkt aan het openleggen van de Verenigde Staten. De Pony Express heeft de basis gelegd voor een betere communicatie en inmiddels is een transcontinentaal telegraafsysteem in aanbouw. Twee spoorwegbedrijven hebben concessie gekregen om de oostkust van de VS te verbinden met de westkust. De Central Pacific Railroad is begonnen in het westen en de Union Pacific Railroad in het oosten. Beide spoorwegmaatschappijen voeren een genadeloze concurrentiestrijd om maar zoveel rails te leggen. In hun kielzog reizen allerlei kolonisten op zoek naar nieuw land. Zeb Rawlings is luitenant bij de cavalerie van het Amerikaanse leger en heeft de ondankbare taak de vrede te bewaren tussen de oprukkende spoorwegmaatschappijen en de indianenstammen. Hij krijgt hierbij hulp van de oudere bizonjager Jethro Stuart, een oude vriend van Linus Rawlings. Als een medewerker van de spoorwegen een verdrag met de indianen aan zijn laars lapt en gaat bouwen op hun heilige grond, slaat de vlam in de pan. De Arapaho komen in opstand en jagen een kudde bizons door het kamp van de spoorwegen, waarbij tientallen slachtoffers vallen, ook vrouwen en kinderen. Vol walging over het gedrag van de spoorwegmedewerkers neemt Zeb ontslag en vertrekt naar Arizona.

### The Outlaws (de bandieten) (1880)
San Francisco in 1880, Lily Van Valen-Prescott, de weduwe van Cleve Van Valen verkoopt haar spullen. Ze is inmiddels bankroet nadat zij en Cleve er diverse fortuinen doorheen hebben gejaagd. Nadat ze haar schulden heeft afbetaald, reist ze naar haar enige overgebleven bezit, een ranch in Arizona. Ze nodigt haar neef Zeb Rawlings en zijn gezin uit om langs te komen. Zeb, die inmiddels is benoemd tot US Marshal, reist samen met zijn vrouw Julie en zijn kinderen naar het treinstation van Gold City om zijn tante Lily te ontmoeten. Op het station ziet Zeb ook zijn oude vijand terug, de bandiet Charlie Gant. Zeb heeft ooit de broer van Gant in een duel doodgeschoten en dat heeft de laatste hem nooit vergeven. Gant bedreigt de familie van Zeb en deze zoekt hulp bij de marshal van Gold City, Lou Ramsey. Helaas voor Zeb kan Ramsey weinig voor hem doen omdat Gant niet wordt gezocht in het district. Zeb komt erachter dat Gant bezig is met de voorbereiding van een overval op een goudtransport van de spoorwegen. Samen met Ramsey legt hij een hinderlaag voor de bandieten die eindigt in een vuurgevecht. Gant en zijn bende worden doodgeschoten en Zeb kan opgelucht adem halen. Samen met zijn familie en tante Lily reist Zeb naar de ranch in Arizona.

### Epiloog
Een korte epiloog toont Los Angeles en San Francisco begin jaren zestig. Met name de Golden Gate Bridge en de beroemde vierdekssnelweg moeten aangeven dat het voormalig 'wilde westen' is uitgegroeid tot een modern gebied.

## Rolverdeling
| Acteur             | Personage                     | Foto |
| ------------------ | ----------------------------- | ---- |
| Carroll Baker      | Eve Prescott Rawlings         |      |
| Lee J. Cobb        | Marshal Lou Ramsey            |      |
| Henry Fonda        | Jethro Stuart                 |      |
| Carolyn Jones      | Julie Rawlings                |      |
| Karl Malden        | Zebulon Prescott              |      |
| Gregory Peck       | Cleve Van Valen               |      |
| George Peppard     | Zeb Rawlings                  |      |
| Robert Preston     | Roger Morgan                  |      |
| Debbie Reynolds    | Lilith 'Lily' Prescott        |      |
| James Stewart      | Linus Rawlings                |      |
| Eli Wallach        | Charlie Gant                  |      |
| John Wayne         | Gen. William Tecumseh Sherman |      |
| Richard Widmark    | Mike King                     |      |
| Brigid Bazlen      | Dora Hawkins                  |      |
| Walter Brennan     | Col. Jeb Hawkins              |      |
| David Brian        | Advocaat van Lillith          |      |
| Andy Devine        | Cpl. Peterson                 |      |
| Raymond Massey     | Abraham Lincoln               |      |
| Agnes Moorehead    | Rebecca Prescott              |      |
| Henry Morgan       | Gen. Ulysses S. Grant         |      |
| Thelma Ritter      | Agatha Clegg                  |      |
| Mickey Shaughnessy | Deputy Stover                 |      |
| Russ Tamblyn       | Confederate deserter          |      |
| Spencer Tracy      | Verteller                     |      |

## Achtergrond

### Regie
De vijf segmenten werden geregisseerd door drie regisseurs. Henry Hathaway nam het leeuwendeel voor zijn rekening. Hij regisseerde The Rivers, The Plains en The Outlaws. John Ford was verantwoordelijk voor The Civil War en George Marshall nam The Railroad voor zijn rekening. Hoewel hij niet verscheen op de aftiteling was Richard Thorpe verantwoordelijk voor veel second unitwerk.

### Acteurs
Tal van sterren uit begin jaren zestig maakten deel uit van de acteurs. Desondanks werd een groot aantal sterren afgewezen of wezen ze zelf een rol af. Marlon Brando, Kirk Douglas, Doris Day, Cary Grant, Audrey Hepburn, James Cagney, Bing Crosby, Frank Sinatra, Burt Lancaster, Shirley MacLaine en Kim Novak vielen om een of andere reden af. Spencer Tracy zou oorspronkelijk een rol in de film vertolken, maar zijn gezondheid verhinderde dit. Hij nam vervolgens de rol van de verteller op zich. Bing Crosby die hiervoor oorspronkelijk was aangetrokken, viel toen af. Gary Cooper zou oorspronkelijk de rol van Linus Rawlings spelen, maar overleed voor de opnamen begonnen. Hij werd vervangen door James Stewart die eigenlijk (overigens net als Cooper) te oud was voor de rol. Het personage van Linus Rawlings was volgens het scenario een man van 28, Stewart was 54. Actrice Hope Lang was gekozen als de jonge Julie Stuart en de toekomstige vrouw van Zeb. Maar haar scènes werden uit de film geknipt. Om die reden speelde de oudere actrice Carolyn Jones Julie op oudere leeftijd in het segment The Outlaws.
Er deden zoveel sterren mee dat een aantal acteurs niet eens genoemd werd op de aftiteling. Dit lot trof onder andere Lee Van Cleef, John Larch, Jay C. Flippen, Carleton Young en Harry Dean Stanton. De enige acteurs die in meerdere segmenten terugkwamen, waren Debbie Reynolds (Lily) en George Peppard (Zeb), ze deden mee in drie van de vijf segmenten. Het personage van Lily zou oorspronkelijk verdrinken in het eerste segment The Rivers, maar de scenaristen veranderden dit omdat ze Lily wilden gebruiken als het samenbindende element in de film. Raymond Massey had de rol van Abraham Lincoln gespeeld op het toneel, in de film en op televisie. In How the West Was Won speelde hij Lincoln voor de laatste keer. John Wayne had de eer dat hij door meer regisseurs werd begeerd.. Hij was aanvankelijk geselecteerd voor een rol in een segment van Henry Hathaway, maar John Ford eiste dat hij Wayne kreeg in de rol van generaal Sherman in The Civil War. Behalve tal van sterren werden 1200 figuranten ingehuurd, waaronder enige indianenstammen.

### Cinerama
In de jaren vijftig werd een nieuw filmproces geïntroduceerd: Cinerama. Aanvankelijk werd het proces alleen gebruikt voor documentaires, maar begin jaren zestig werd het ook ingezet voor twee speelfilms The Wonderful World of the Brothers Grimm en How the West Was Won. De opnamen werden gemaakt met drie camera's die op elkaar waren afgestemd en hetzelfde object van drie kanten opnamen. De linkercamera schoot vanaf links het object aan de rechterkant, de rechtercamera vanaf rechts het object aan de linkerkant en de derde camera nam het object van voren op. Later werden de films vanaf drie 35 mm projectoren geprojecteerd op een groot, gebogen scherm, hetgeen een weids effect aan de film gaf. Doordat de film bestaat uit drie naast elkaar geprojecteerde filmbeelden was niet alleen een veel grotere ruimte te zien, ook de details waren glashelder. Zo helder dat de kostuums niet met de naaimachine konden worden gemaakt, maar met de hand genaaid werden, zoals dat gebruikelijk was bij kleding in de negentiende eeuw. Dit verhoogde de kosten, niet alleen voor de kostuums, maar ook voor de aankleding van de veel grotere sets. Een nadeel was dat, zeker in het begin, altijd de naden waren te zien waar de geprojecteerde beelden op elkaar aansloten. De regisseurs probeerden dit te verhullen door op die plek van de projectie naden, bomen, lantaarnpalen, huizen, deuren en kisten op te nemen.
De meeste acteurs hadden weinig op met het systeem. Omdat de camera nu een veel groter bereik had, was het acteren te vergelijken met een optreden op het toneel. Daar waar een filmcamera normaal juist een intiem effect creëert, waarbij een acteur heel ingetogen kan acteren, daar moesten de acteurs bij Cinerama juist spelen alsof ze op toneel stonden. Dit had als resultaat dat veel acteurs nadrukkelijk overdreven acteren in de Cinerama speelfilms. Een ander probleem met de verschillende beelden was dat pas nadat de films naast elkaar waren gesynchroniseerd en geprojecteerd, de verhoudingen tussen de acteurs uit elkaar getrokken werden. Door de projectie op het gebogen scherm lijkt het alsof de acteurs onderling geen oogcontact hebben of vreemd op elkaar reageren. Het lijkt alsof ze over iemand heen kijken, in plaats van naar elkaar, of juist van iemand wegkijken. Omdat hiermee al ervaring was opgedaan met The Wonderful World of the Brothers Grimm, probeerden de regisseurs van How the West Was Won een en ander te compenseren door de acteurs te laten wegkijken van de camera en net te doen alsof ze naar hun medeacteurs kijken. Na voltooiing van het synchronisatieproces en de projectie op het gebogen scherm keken de acteurs op het scherm elkaar wel aan. Dit leverde echter weer zoveel problemen op voor de acteurs die op het laatst niet meer wisten waarheen ze moesten kijken, dat Cinerama na How the West Was Won niet meer voor speelfilms werd gebruikt.
Het scherm was zo uitgerekt dat close-ups bijna niet mogelijk waren. Meestal werd de belangrijkste acteur in het midden geplaatst voor de middelste camera, die zo dichtbij mogelijk werd opgesteld. De meeste acteurs hadden moeite om zo dicht bij het camerasysteem te staan, dat eruitzag als een gigantische machine onder een zwarte kap met drie lenzen. Het vormde ook een probleem voor regisseur John Ford, die gewend was naast de camera te zitten en zo de actie direct te volgen. Doordat de drie cameralenzen elkaar overlapten, was Ford steeds gedeeltelijk in beeld. Dit werd opgelost door cinematograaf Joseph LaShelle, die een constructie boven op het camerasysteem bouwde waar Ford kon zitten. Omdat er eigenlijk drie films tegelijk werden opgenomen, waren de materiaalkosten gigantisch. Om verspilling van filmmateriaal te voorkomen werd aan de acteurs gevraagd hun teksten uit het hoofd te kennen en zich te houden aan de gemarkeerde plaatsen bij de opnamen. Om de kosten nog meer te drukken maakten de regisseurs gebruik van materiaal uit eerdere Cineramadocumentaires als This is Cinerama (1952) (de openingsscène van de film met het beeld van de Rocky Mountains en de epiloog met San Francisco en Los Angeles), The Alamo (1960) (het marcherende Mexicaanse leger) en Raintree County (1957) (een veldslagscène van de Amerikaanse burgeroorlog).

### Opnamen
De opnamen verliepen redelijk snel, vooral omdat van de acteurs werd geëist dat ze hun teksten uit het hoofd moesten kennen om "bloopers" en daarmee verspilling van het filmmateriaal te voorkomen. Zo werden de scènes van het vlot op de rivier uit The Rivers in slechts zeven dagen opgenomen. De rivierboot die werd gebruikt, was ook al gebruikt voor de documentaire Raintree County uit 1957. Ook John Wayne liet zijn professionaliteit blijken door zijn rol van generaal Sherman in vijf dagen op te nemen. Daarentegen duurde de opnamen van de indianenaanval op de huifkarrentros zes weken. Deze aanval werd opgenomen in Lone Pine in Californië. In het scenario was voorzien in een huifkar die van een heuvel afvalt. De afdeling speciale effecten werd aan het werk gezet om de illusie te creëren dat het publiek als het ware in de huifkar zit. Er werden rails gebouwd op de helling van een kleine heuvel, waarna het grootste deel van de huifkar, zonder de wielen, werd vastgesnoerd op een dieplader met een mechanisme dat de huifkar over de kop liet gaan als de dieplader over de rails naar beneden reed. De camera werd vastgezet aan de achterkant van de dieplader en zo gericht dat de stuntmensen in beeld werden gebracht die samen met dekens, vaten en dozen door elkaar heen rolden. In totaal was men twee dagen bezig met de voorbereidingen. Vervolgens werd de scène met diverse takes opgenomen. Uiteindelijk duurde de hele scène in de film slechts vijf seconden. Ongevaarlijk waren de stunts overigens niet. Stuntman Bob Morgan raakte zwaargewond en verloor zelfs een been bij de opnamen van het laatste segment The Outlaws. Aan het einde van het segment is een vuurgevecht voorzien tussen de twee marshals en de bandieten. Het vuurgevecht vindt plaats op een rijdende trein en Morgan die een bandiet speelde zat gehurkt naast een stapel hout op een van de platte goederenwagons. Ongelukkig genoeg brak de ketting die het hout bijeen hield en Morgan werd bijna plat gedrukt door het schuivende hout. Hij raakte zo erg gewond dat het vijf jaar duurde voor hij weer zelfstandig kon lopen.

### Locaties
Er werden verschillende locaties gebruikt in de VS. De aanval van de indianen op de huifkarren werd opgenomen in de Alabama Hills, Lone Pine in Californië. Het treinstation van Perkinsville, Arizona fungeerde als het station van Gold City in het Outlawssegment. Het staat er nog altijd. De Lone Pine Campground in Lone Pine vormde het decor voor de boerderij van de Rawlings. Verder werd er onder andere opgenomen in Badlands National Park, in South Dakota, Battery Rock, Shawnee National Forest in Illinois, Cedar Mountain, Utah, De Denver & Rio Grande Western Railroad, in Durango, Colorado, de High Sierra Mountains, Californië, Monument Valley in Utah, de Rocky Mountains, Tucson, Arizona en op de rivier de Ohio in Kentucky.

## Restauratie
Weergave op televisie van een film die is opgenomen in het Cineramasysteem, was jarenlang niet mogelijk zonder aanzienlijke verminkingen. De film zelf was om die reden weinig te zien na 1962 en raakte in de daarop volgende jaren steeds meer beschadigd door de tand des tijds. In 2000 kreeg Crest Digital de opdracht de originele Cineramanegatieven te restaureren. Het bedrijf bouwde een eigen Cineramaprojectieruimte om alles te kunnen realiseren. Men probeerde om de drie films zo te integreren dat het beeld ook acceptabel was op een normaal plat scherm in plaats van de gebogen Cineramaschermen. Op de laatste dvd- en blu-rayeditie is dit doel bereikt. Op de blu-ray is de film ook te zien met het effect van een gebogen scherm.

## Prijzen
De film won drie Oscars voor beste montage, beste geluid en beste scenario.

## Vervolg
In 1979 maakte ABC Television een televisieserie onder dezelfde naam als de film. In totaal werden 11 afleveringen gemaakt.

## Muziek
De film was geïnspireerd door een gelijknamige artikelenserie in Life. De artikelenserie was gevolgd door een dubbelalbum met westernliedjes gezongen door Bing Crosby en Rosemary Clooney. Een aantal liedjes van het album zoals "Bound for the Promised Land" en "What Was Your Name in the States?" werd ook in de film gebruikt.